# Zuid-Afrikaanse kuiftrap
De Zuid-Afrikaanse kuiftrap (Lophotis ruficrista synoniem: Eupodotis ruficrista) is een vogel uit de familie van de trappen (Otididae). De vogel komt voor in zuidelijk Afrika.

## Kenmerken
De vogel is gemiddeld 50 cm lang en weegt gemiddeld 680 g. De vogel lijkt sterk op de andere twee soorten kuiftrappen. Opvallend bij deze soort is de grijze kop met een roomkleurige wenkbrauwstreep en de betrekkelijk lichte borst. De buik is zwart evenals de kin en de keel. Opvallend zijn ook de V-vormige markeringen op de rugzijde. Het vrouwtje is niet blauwgrijs op de nek en de kop maar roodbruin.

## Verspreiding en leefgebied
Deze soort komt voor van Angola en Namibië tot Mozambique, Swaziland en Zuid-Afrika. Het leefgebied bestaat uit terreinen met doornig struikgewas en bossavanne. Deze soort trap mijdt erg open landschap waar men eerder de botswanatrap zal aantreffen.

## Roep
De Zuid-Afrikaanse kuiftrap heeft een kenmerkende roep, die hij het liefst van een kleine verhoging ten gehore brengt. Zie: The call of the red-crested korhaan

## Status
De grootte van de wereldpopulatie is niet gekwantificeerd. Men veronderstelt dat de soort algemeen voorkomt in het grootste deel van het verspreidingsgebied. De aantallen zijn stabiel. Om deze redenen staat de Zuid-Afrikaanse kuiftrap als niet bedreigd op de Rode Lijst van de IUCN.